# Parapiophila calceata
Parapiophila calceata är en tvåvingeart som först beskrevs av Oswald Duda 1924.  Parapiophila calceata ingår i släktet Parapiophila, och familjen ostflugor. Arten är reproducerande i Sverige.